# Migración lombarda

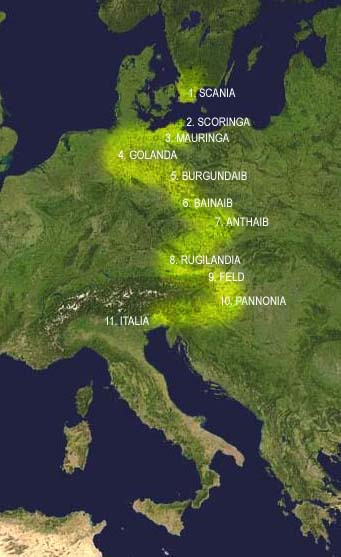
Las principales etapas de la migración lombarda: Escania (1), Scoringa (2), Mauringa (3), Golanda (4), Burgundaib (5), Banthaib (6), Anthaib (7), Rugilandia (8), Feld (9), Panonia (10) e Italia (11).

Territorio lombardo en 526. Por entonces, los lombardos ocupaban aproximadamente las tierras de la moderna Eslovaquia (el mapa muestra en trazo oscuro las fronteras en el siglo).

La migración lombarda fue un proceso plurisecular que llevó al pueblo germánico de los lombardos desde su tierra natal (en el sur de Escandinavia, que ocupaban en el siglo I a. C.) hasta la península itálica, a la que llegaron en el siglo VI. Después de haber desembarcado en la costa suroeste del mar Báltico (todavía en el siglo I a. C.), los germánicos remontaron el río Elba (siglo I-siglo IV) para asentarse a lo largo del curso medio del Danubio (siglos IV-VI). Desde aquí, en el año 568, los lombardos avanzaron hacia la península itálica, que ocuparon -aunque no del todo- hasta las zonas del sur, fundando allí un reino que duraría hasta el año 774.
Durante todo el proceso migratorio, que se desarrolló en función de las necesidades contingentes del momento y no según un plan predeterminado, los lombardos entraron repetidamente en contacto con otras poblaciones, tanto germánicas como de otros orígenes. Los lombardos tuvieron frecuentes enfrentamientos armados con ellos, pero también cultivaron relaciones comerciales más pacíficas; ambas relaciones modificaron profundamente, a lo largo de los siglos, la composición étnica de ese pueblo, cuyas estructuras sociales, culturales e institucionales conservaron, sin embargo, gran parte de sus raíces germánicas. En el curso de la migración, grupos de lombardos se separaron varias veces del grueso del pueblo, siguiendo caminos autónomos e independientes.
Según su origen mítico, también confirmado por evidencias históricas y arqueológicas, los lombardos eran originarios de Escania, en el extremo meridional de la península escandinava. Se sabe por Estrabón que los lombardos habitarían cerca de la desembocadura del río Elba poco después del comienzo de la era cristiana, cerca de los caucos. Los hallazgos arqueológicos muestran que los lombardos eran entonces un pueblo agrícola.
La primera mención romana de los lombardos acontece en el año 5 d. C., cuando fueron derrotados durante la campaña germánica de Tiberio. Veleyo Patérculo, historiador de corte que acompañaba la expedición como prefecto de la caballería, los describió como «más fieros que los salvajes germanos normales». Tácito, que escribió más de ochenta años después de los hechos, contaba a los lombardos entre las tribus suevas, y refiere que eran súbditos de Marobod el rey de los marcomanos. Marobod habría hecho la paz con los romanos y por ello ni los marcomano ni los lombardos no formaron parte de la confederación de germanos a las órdenes de Arminio que venció en el año 9 a las legiones de Varo en la batalla del bosque de Teutoburgo. (Una misión diplomática de Arminio, enviada a Marobod para que los marcomanos a la rebelión, fracasó.) Las relaciones entre los dos líderes germánicos se deterioraron entonces. Los semnones y los lombardos lo aprovecharon para abandonar la clientela marcomana y unirse al partido querusco. En el año 17 d. C. los ejércitos de ambas confederaciones chocaron y Marobod fue derrotado.
La contribución lombarda en las coaliciones germánicas de la época era ya tan influyente que en el año 47 d. C., cuando estalló una lucha entre los queruscos que acabó con la expulsión de su país de su nuevo caudillo, el sobrino de Arminio, los lombardos consiguieron restaurarlo en el trono querusco, con suficiente poder, al parecer, para controlar el destino de la tribu que, treinta y ocho años antes, había encabezado la lucha por la independencia.
A mediados del siglo II, los lombardos aparecen asimismo en Renania. Según Ptolomeo, los lombardos suevos se asentaron al sur de los sicambrios, pero permanecieron en el Elba, entre los chauci y los suevos, lo que indica una expansión lombarda. El Codex Gothanus menciona igualmente Patespruna (Paderborn) en relación con los lombardos. Dión Casio informa de que justo antes de las guerras marcomanas, seis mil lombardos y los ubios cruzaron el Danubio e invadieron Panonia. Las dos tribus fueron derrotadas, de ahí que desistieran de su empeño y enviaran a Ballomar, rey de los marcomanos, como embajador ante Iallo Basso, entonces gobernador de la Panonia Superior. Se hizo la paz y las dos tribus volvieron a su hogar, que en el caso de los lombardos estaba en las tierras del Elba inferior.
La razón por la que los lombardos desaparezcan como tales de la historia romana en el período 166-489 podría ser que habitaran tan profundamente en la Germania interior que solo se les detectase cuando reaparecieron en las orillas del Danubio, o bien porque los lombardos estuvieron sometidos a una tribu más grande, probablemente los sajones. Es, sin embargo, bastante probable que cuando el grueso de los lombardos emigrase, una parte considerable permaneciese detrás y más adelante sería absorbida por las tribus sajonas en la región, mientras que solo los emigrantes conservarían el nombre de lombardos. Sin embargo, el Codex Gothanus recoge que los lombardos fueron sometidos por los sajones alrededor del año 300, pero que se alzaron de nuevo contra ellos con su rey Agelmundo. En la segunda mitad del siglo IV, los lombardos dejaron su hogar, probablemente debido a años de cosechas escasas, y se embarcaron en su migración.
La ruta de migración de los lombardos, desde su tierra natal a Rugiland en 489 tuvo varias etapas: Scoringa (que se cree que fue su tierra en las orillas del Elba), Mauringa —la tierra al este del Elba, según el Anónimo de Rávena—, Golanda, Anthaib, Banthaib y Vurgundaib (Burgundaib),  las tierras antiguas de los burgundios. En Vurgundaib, los lombardos fueron derrotados por los «búlgaros» (probablemente hunos); el rey Agelmundo fue asesinado y Laimicho ascendió al poder más tarde; estaba en su juventud y deseaba vengar la muerte de Agelmundo. Los lombardos mismos probablemente fueran súbditos de los hunos tras la derrota, pero los lombardos se alzaron de nuevo contra ellos y los derrotaron con gran matanza. La victoria dio a los lombardos un gran botín y confianza pues ellos «...se hicieron más atrevidos a la hora de enfrentarse en la guerra».
En los años 540, Alduino (r. 546-565) guio a los lombardos al otro lado del Danubio de nuevo hacia Panonia. Se establecieron allí gracias a un foedus de 540 (o 541), pues Justiniano los animó a luchar contra los gépidos para tenerlos como aliados y servir de barrera a Italia contra las invasiones de otros pueblos bárbaros. Dado que Justiniano les había apoyado en una guerra contra los gépidos, combatieron a cambio contra los ostrogodos. En la batalla contra los gépidos, se distinguió el hijo de Alduino, Alboino que le sucedió. Alboino se alió con el Kaganato ávaro contra los gépidos, cuyo reino destruyeron en el año 567, matando a su viejo rey Cunimundo y casándose Alboino a la fuerza con su hija, la princesa Rosamunda. 
A principios de 568, a lo mejor por desconfianza contra los ávaros, pero también al corriente de la inestabilidad del dominio bizantino en Italia después de la guerra gótica, decidió la migración de su pueblo hacia Italia septentrional. Ordenó a su pueblo cruzar los Alpes, encabezando un grupo compuesto por hérulos, gépidos, búlgaros, turingios, sármatas, suevos, romanos que quedaban en Pannonia y algunos ostrogodos; pero destacaban los 20.000 guerreros sajones con sus familias, que partieron desde Panonia.
Salieron hacia Italia partiendo del lago de Balatón (en la Hungría actual) el lunes de Pascua del año 568 e invadieron Italia cruzando el Isonzo.

## El asentamiento en el Bajo Elba

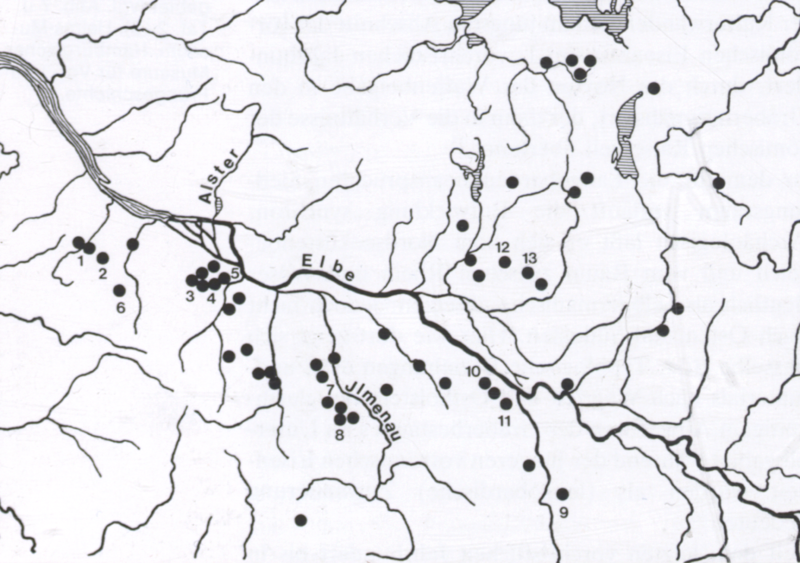
Distribución de campos de enterramiento langobárdicos en las tierras del Elba inferior, según W. Wegewitz.

Los historiadores coinciden en situar la primera etapa de la migración lombarda hacia el sur en la «Scoringa», cerca de las costas suroeste del mar Báltico, identificándola quizás con la isla de Rügen,quizás con Selandia o Lolland. Tal movimiento migratorio probablemente se produjera ya en el siglo I.
Se sabe por Estrabón (año 20) que los lombardos habitarían cerca de la desembocadura del río Elba poco después del comienzo de la era cristiana, cerca de los caucos. Estrabón afirma que los lombardos vivían en ambas orillas del Elba. El arqueólogo alemán Willi Wegewitz identificó varios lugares de enterramiento de la Edad del Hierro en el Elba inferior como langobárdicos. Los lugares de enterramiento son crematorios y generalmente se datan desde el siglo VI a. C. hasta el III d. C., de manera que parece improbable una ruptura del asentamiento. Las tierras del Elba inferior caen en una zona de la cultura de Jastorf y sus pobladores se convirtieron en germánicos del Elba, difiriendo de los de las tierras entre el Rin, el Weser y el mar del Norte. Los hallazgos arqueológicos muestran que los lombardos eran entonces un pueblo agrícola.
Superados los obstáculos representados por los vándalos y los assipitti (usipetes), que les denegaron el paso a través de sus tierras, para lo que se arregló una lucha entre el hombre más fuerte de cada tribu. El lombardo salió victorioso, les permitieron el paso y los lombardos reanudaron su marcha hacia el sur y se establecieron primero en «Mauringa», donde aumentaron las filas de los combatientes concediendo el rango de libres a numerosos esclavos, y luego en «Golanda». La identificación de estos territorios sigue siendo objeto de debate entre los historiadores, pero no obstante se trataría de zonas entre las orillas del Báltico y del río Elba, donde se han encontrado tumbas lombardas con armas, ornamentos y elementos cerámicos, idénticos a los encontrados en las sucesivas áreas de migración de los lombardos.

### Contactos con los germanos occidentales y el Imperio romano

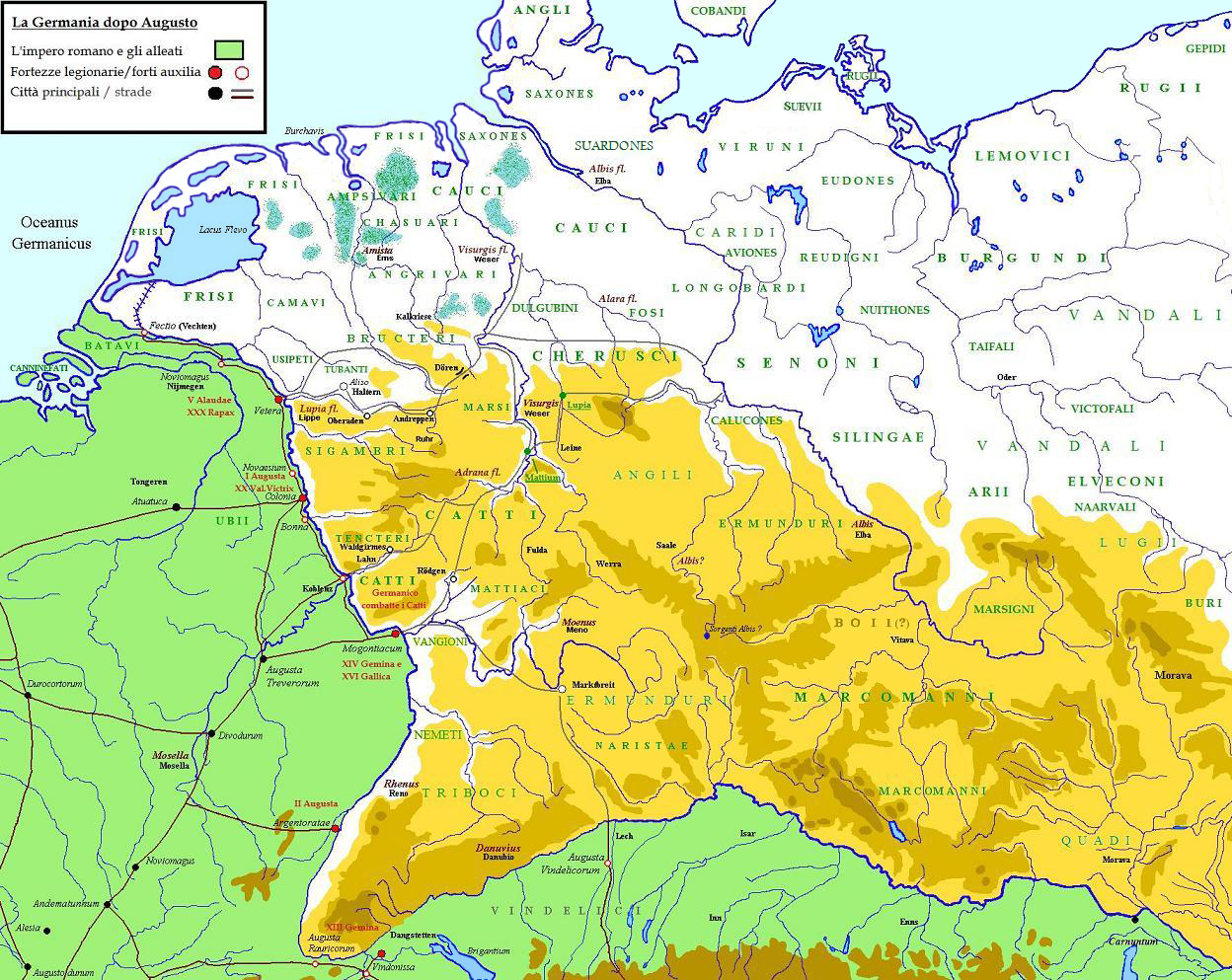
Los pueblos germánicos en el siglo I, según la Germania de Tacito.Los lombardos estaban asentados en el Bajo y Medio Elba, cerca de los pueblos germánicos occidentales (tanto es así que el propio Tácito los incluyó entre los herminones, es decir, los germanos.

El primer contacto de los lombardos con los romanos se remonta al año 5 d. C., durante la campaña germánica de Tiberio. Veleyo Patérculo, que acompañó la expedición de Tiberio, recuerda:

Fueron derrotados los lombardos, un pueblo aún más feroz que los feroces germanos. Finalmente [...] el ejército romano con los estandartes fue conducido a cuatrocientas millas del Rin, hasta el río Elba, que fluye entre las tierras de los semnones y los hermunduros.
Fracti Langobardi, gens etiam Germana feritate ferocior; denique [...] ad quadringentesimum miliarium a Rheno usque ad flumen Albim, qui Semnonum Hermundurorumque fines praeterfluit, Romanus cum signis perductus exercitus.
Veleyo Patérculo, Historiae romanae ad M. Vinicium libri duo, II, 106.2 ((en latín))

Tras la derrota sufrida ante las legiones de Tiberio, los lombardos se refugiaron en la margen derecha del Elba y se reunieron, junto con todos los germanos de la región aún no sometidos por el ejército romano, bajo el liderazgo de Marbod, rey de los marcomanos., según cuenta Tácito que contaba a los lombardos entre las tribus suevas. En aquella época, los lombardos eran un pueblo numéricamente pequeño, hasta tal punto que tuvieron que formar coaliciones militares más amplias con los pueblos vecinos germánicos occidentales, dentro de las cuales su valor militar les permitió, sin embargo, imponerse frente a sus vecinos, en particular, los semnones. Marobod había hecho la paz con los romanos, y por ello los lombardos no formaron parte de la confederación de germanos que a las órdenes de Arminio venció a las legiones de Varo en la batalla del bosque de Teutoburgoen el año 9. (Una misión diplomática de Arminio, enviada a Marobod para que los marcomanos a la rebelión, fracasó.) 
Las relaciones entre las dos principales entidades germánicas se deterioraron entonces. Los semnones y los lombardos lo aprovecharon para abandonar la clientela marcomana y unirse al partido querusco. Tácito dice:

No sólo los queruscos y sus confederados... cogieron las armas, sino los senones y los longobardos, ambos naciones suevas, se rebelaron contra él de la soberanía de Marobod... Los ejércitos... fueron estimulados por sus propias razones, los queruscos y los lombardos lucharon por su antiguo honor o su recién adquirida independencia...

En el año 17 d. C. los ejércitos de ambas confederaciones chocaron y Marobod fue derrotado. Tras esa derrota, solicitó ayuda a Roma y el hijo de Tiberio, Druso II, fue enviado como mediador entre las dos potencias bárbaras. Druso incitó a un golpe de Estado entre el pueblo marcomano, animadno a un noble llamado Catualda, entonces exiliado entre los gotones, a tomar el poder. Maroboduus, a su vez, tomó el camino del exilio y fue acogido por Tiberio y puesto en residencia en Rávena. Allí murió dieciocho años después.
La contribución lombarda dentro de las coaliciones germánicas de la época fue tan influyente que en el año 47 d. C., cuando estalló una lucha entre los queruscos que acabó con la expulsión de su país de su nuevo caudillo, el sobrino de Arminio, los lombardos consiguieron restaurarlo en el trono querusco.

No obstante de su reducido número y del hecho de estar rodeados de naciones muy poderosas, derivaban su seguridad no de la sumisión o del tributo, sino del valor en la batalla.
Plurimis ac valentissimis nationibus cincti non per obsequium, sed proeliis ac periclitando tuti sunt.

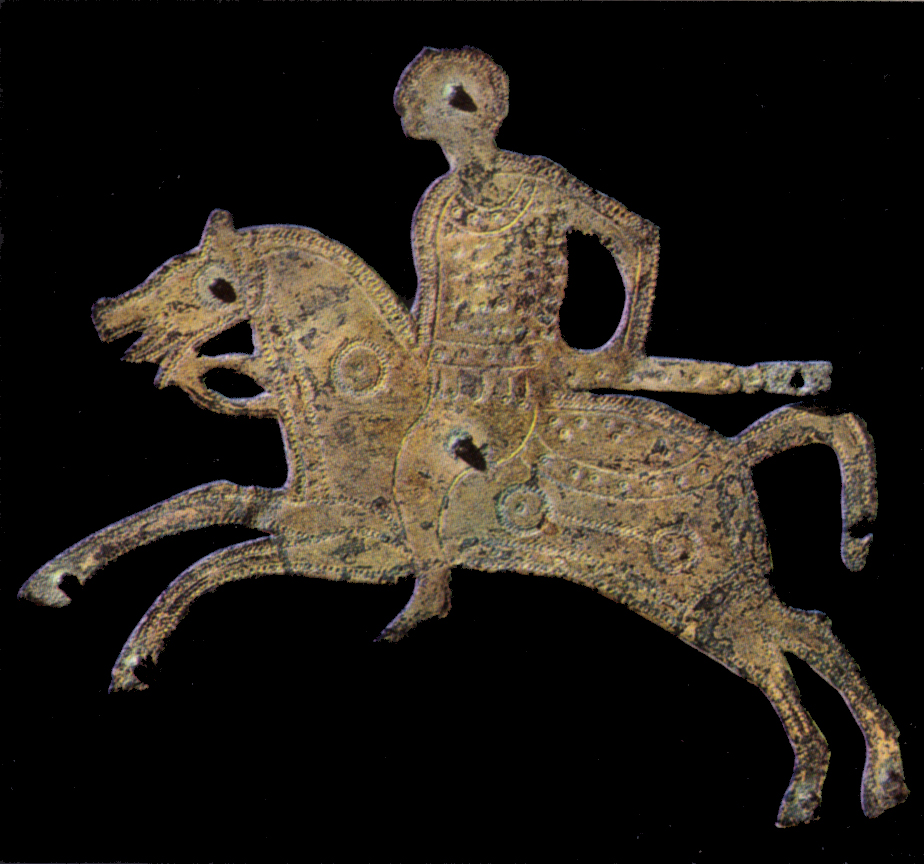
Orfebrería lombarda: Cavaliere, lastrina en bronce dorado del Scudo di Stabio, (Museo Histórico de Berna)

La posterior mención histórica de los lombardos se debe a Tácito, quien en su ensayo Germania (año 98 d. C.) confirma su asentamiento en la desembocadura del Elba, cerca de la actual Hamburgo. Tácito consideraba a los lombardos una tribu de los suevos (germanos occidentales) y subrayaba su valor, confirmando indirectamente las tradiciones relatadas por Pablo Diacono y el Origo:

A los langobardos, por el contrario, su escaso número los distingue. Aunque rodeados por una hueste de tribus más poderosas, están seguros, no sometiéndose, sino desafiando los peligros de la guerra.
Germania

Aproximadamente setenta años después de la Germania de Tácito, los lombardos se contaban entre las poblaciones involucradas en la primera campaña (167-169) de lucha entre las legiones romanas de Marco Aurelio y numerosos pueblos, entre los que se encontraban los marcomanos, los cuados, los vándalos y los sármatas. que presionaba las fronteras del Imperio romano. La guerra, que cerró un largo período de paz, puso de relieve el valor de los lombardos y al mismo tiempo les permitió conocer nuevas regiones, aprender nuevas tácticas militares y, sobre todo, enriquecerse mediante sus incursiones. En 167 los lombardos participaron, junto con otras tribus de Germania septentrional, en la incursión en la Panonia Superior
Dión Casio informa de que justo antes de las guerras marcomanas, en 166-167, aprovechando que la guarnición de Brigetio (Komárom), la II Adiutrix, aún no volvía de Oriente seis mil lombardos y los osioscruzó las tierras de los cuados, cruzó el Danubio e invadió los territorios del Imperio, la Panonia Superior. Se trataba sólo de la incursión de una unidad de guerreros, ya que toda la tribu seguiría residiendo durante siglos en las dos orillas del curso bajo Elba. Es posible que la columna lombarda hubiera recorrido parte del valle del Elba hasta la actual Silesia, para continuar en dirección al río Váh, que se encontraba frente a la fortaleza legionaria de Brigetio (cerca de la actual Győr, Hungría). Aquí, sin embargo, los guerreros fueron interceptados por algunas unidades de caballería del oficial Marco Macrinio Avito Catonio Víndex y la infantería (vexillatio de la Legio I Adiutrix) de un oficial llamado Cándido hasta aniquilarlos cerca de la actual Káloz (Fejér)  antes de que pudieran causar daños dentro de la provincia. A raíz de estos acontecimientos, los lombardos, como otras diez tribus, también enviaron embajadas a Iallo Basso, gobernador de la Panonia Superior, para pedir la paz; habiéndola obtenido, los mensajeros regresaron a sus tierras.
Después de la derrota de la coalición marcomana, la disminución del poder de los lombardos hace que poco se sepa ya de ellos. Desde el siglo II en adelante, muchas de las tribus germánicas de la época del emperador Tiberio habían comenzado a formar grandes uniones tribales, dando como resultado a los francos, alamanes, bávaros y sajones.). La razón por la que los lombardos desaparecen como tales de la historia romana en el período 166-489 podría ser que habitasen tan profundamente en la Germania interior que solo se les detectó cuando reaparecieron en las orillas del Danubio, o bien porque los lombardos estuvieron sometidos a una tribu más grande y fuerte, probablemente los sajones, sin dejar de ser independientes. Permanecieron cerca de Elba hasta la segunda mitad del siglo IV, aunque a principios del siglo III ya se había iniciado un nuevo proceso migratorio hacia el sur.

## La migración del Elba al Danubio

### La remontada del Elba
En el período posterior a las guerras marcomanas, la historia de los lombardos es esencialmente desconocida. El Origo informa de una expansión hacia las regiones de «Anthaib», «Bainaib» y «Burgundaib»; que Pablo Diacono indica como «Anthab», «Banthaib» y «Vurgundaib». Los intentos de la historiografía moderna de identificar con precisión estas zonas no han pasado del ámbito de las hipótesis, pero sin embargo es seguro que estarían entre el curso medio del Elba y la actual Bohemia septentrional. Se trató de un movimiento migratorio extendido durante un largo período, entre los siglos II y IV, y no constituyó un proceso unitario, sino una sucesión de pequeñas infiltraciones en territorios habitados al mismo tiempo por otros pueblos germánicos.
Es, sin embargo, bastante probable que cuando el grueso de los lombardos emigrase, una parte considerable permaneciese detrás y más adelante fuese absorbida por las tribus sajonas en la región, mientras que solo los emigrantes conservarían el nombre de lombardos. Sin embargo, el Codex Gothanus escribe que los lombardos fueron sometidos por los sajones alrededor del año 300, pero se alzaron de nuevo contra los sajones con su rey Agelmundo. En la segunda mitad del siglo IV, los lombardos dejaron su hogar, probablemente debido a años de cosechas escasas, y se embarcaron en su migración.

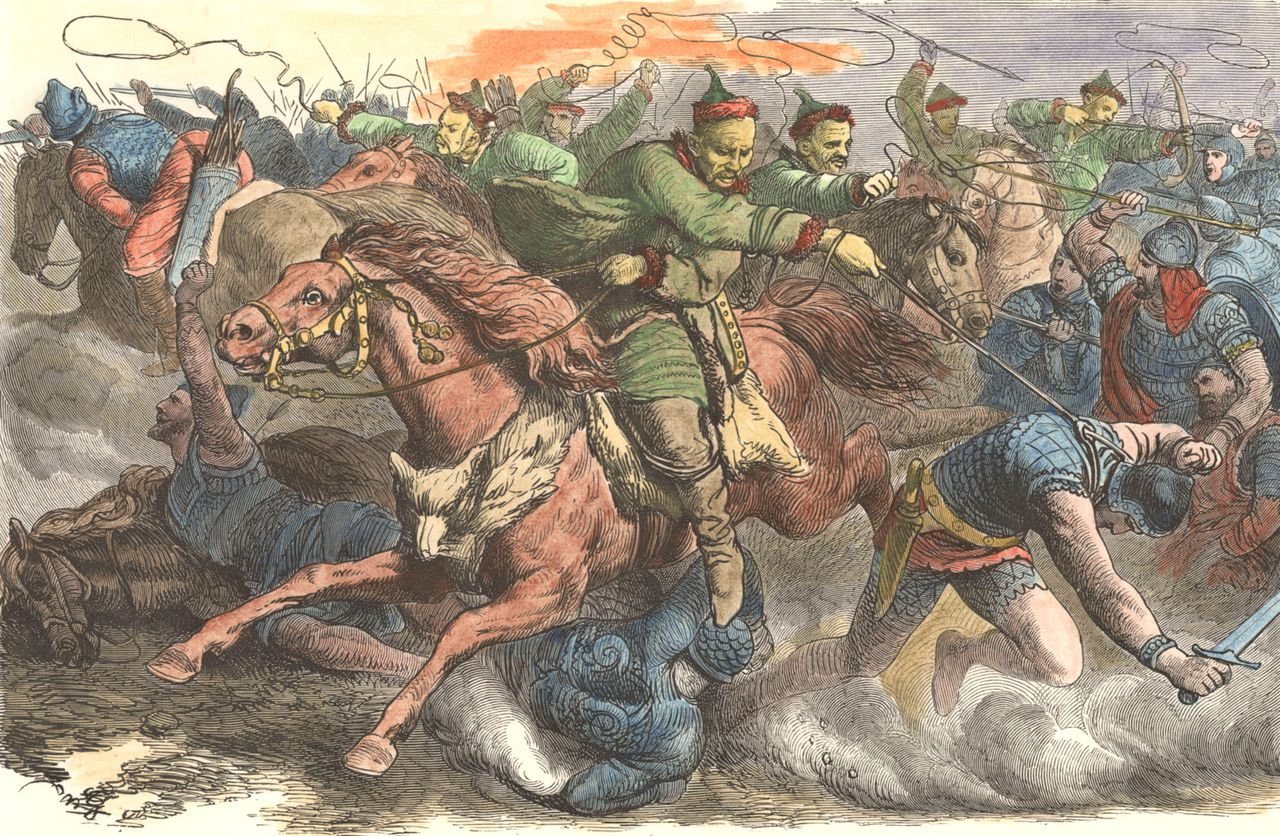
Los hunos en batalla en una ilustración del

Entre finales del siglo IV y principios del siglo V, los lombardos volvieron a darse un rey, Agilmondo, y tuvieron que tratar con los hunos, llamados «búlgaros» por Paolo Diacono. A pesar de una derrota inicial y de la muerte del propio soberano en el campo, según la tradición lombarda consiguieron no ser reducidos al rango de sus vasallos gracias al valor del nuevo rey, Lamissone. La historiografía moderna, sin embargo, no está de acuerdo sobre el crédito que se debe dar a esta reconstrucción: si es posible que, de hecho, los lombardos hubieran conservado su independencia, o al menos su autonomía, frente a los hunos,los nombres de los sucesores de Lamissone —Leti (de quien tomó su nombre el prestigioso linaje real de los Letingi), Ildeoc y Godeoc— parecen indicar una onomástica hacia los hunos (huno -juks), y por tanto una sumisión real y quizás no breve. La batalla ganada por Lamissone no habría sido, por tanto, más que un afortunado episodio de revuelta contra el nuevo gobernante contra los pueblos germánicos, iraníos y eslavos de Europa Central.
También entre los siglos IV y V se inició la transformación de la organización tribal lombarda hacia un sistema liderado por un grupo de duques; éstos comandaban sus propias bandas guerreras bajo un soberano que pronto se transformó en un verdadero rey. El rey, elegido como ocurría generalmente en todos los pueblos indoeuropeos por aclamación del pueblo en armas (gairethinx), tenía una función principalmente militar, pero también gozaba de un aura sacra (el heill, 'carisma'); sin embargo, el control que ejercía sobre los duques fue en general débil.

### El asentamiento en el Danubio medio
En 488-493 los lombardos, liderados por Godeoc y luego por Claffone, regresaron a la historia y, tras atravesar Bohemia y Moravia, se establecieron en «Rugilandia», las tierras cercanas al Danubio medio al norte de Noricum que habían quedado libres de los rugios tras la donde, gracias a la fertilidad de la tierra, pudieron permanecer muchos años; por primera vez entraron en un territorio marcado por la civilización romana. En aquel momento, en efecto, debido a las luchas en Italia entre Odoacro y Teodorico, se había producido un vacío de poder al norte del Danubio: los rugios que lo ocupaban habían sido derrotados por Odoacro y se vieron obligados a buscar refugio entre los ostrogodos de Teodorico. En esa época, los lombardos se habían convertido ya en un vasto pueblo que, en el curso de sus movimientos, había incorporado o sometido a diversos individuos, grupos y quizás incluso tribus enteras, germánicas o de otros orígenes, encontradas durante la migración.
Al llegar cerca de Noricum, los lombardos tuvieron conflictos con sus nuevos vecinos, los hérulos, y acabaron instalándose en el territorio llamado "Feld" (quizás la llanura de Moravia, situada al este de Viena), muy probablemente bajo presión. de los hérulos de los que parecen haber sido tributarios. Según Pablo el Diácono, autor de la Historia gentis Langobardorum, la hija del rey Tatón (r. 500-post. 510), Rumetruda, se mofó un día de la escasa talla del hermano del rey hérulo, que había venido en calidad de embajador cerca del rey lombardo; el enviado de los hérulos habría replicado aceradamente, provocando la cólera de la princesa lombarda, que lo hizo asesinar por traición. Rodolfo quiso vengar a su hermano y declaró la guerra a Tatón. Este derrotó a los hérulos y se apoderó de su tesoro (508). La derrota de los hérulos fue tal que provocó la desaparición de este pueblo de las crónicas, mientras que los lombardos aumentaron considerablemente su riqueza e importancia. El hecho de que Rodolfo estuviera relacionado con Teodorico, quien lo había criado y adiestrado para la guerra según la práctica germánica de fosterage (acogida), es una indicación de que este dramático cambio de suerte fue sólo un episodio del conflicto concéntrico general desatado entre francos y bizantinos contra los ostrogodos, y lleva a creer que Tato era miembro —de creciente importancia— de esta alianza. . 
Tatón no pudo disfrutar de la victoria porque fue derrocado y asesinado por su sobrino Wacón después de 512, que se proclamó rey, aunque no logró extinguir completamente a los descendientes de Tatón: su sobrino Idelchi logró escapar hacia los gépidos, que pensaron en utilizarlo como arma antilombardos, pero su proyecto se vio frustrado por la extraordinaria agresividad militar y política de Wacón. De hecho, el nuevo rey se casó tres veces, la primera con la princesa turingia Ranicunda, la segunda con la princesa gépida Austrigusa y finalmente con la princesa hérula Silinga, estableciendo así, sucesivamente, alianzas estratégicas con los turingios, gépidos y finalmente con lo que quedó de los hérulos. La culminación de la política matrimonial de Wacón, sin embargo, fue el matrimonio de su hija Wisigarda con Teodeberto I, rey de los francos (530). Visegarda murió poco después, aunque el vínculo se reiteró con el matrimonio de la hermana menor de Visegarda, Waldrada, con Teodebaldo, hijo del rey franco.

### El asentamiento en Panonia

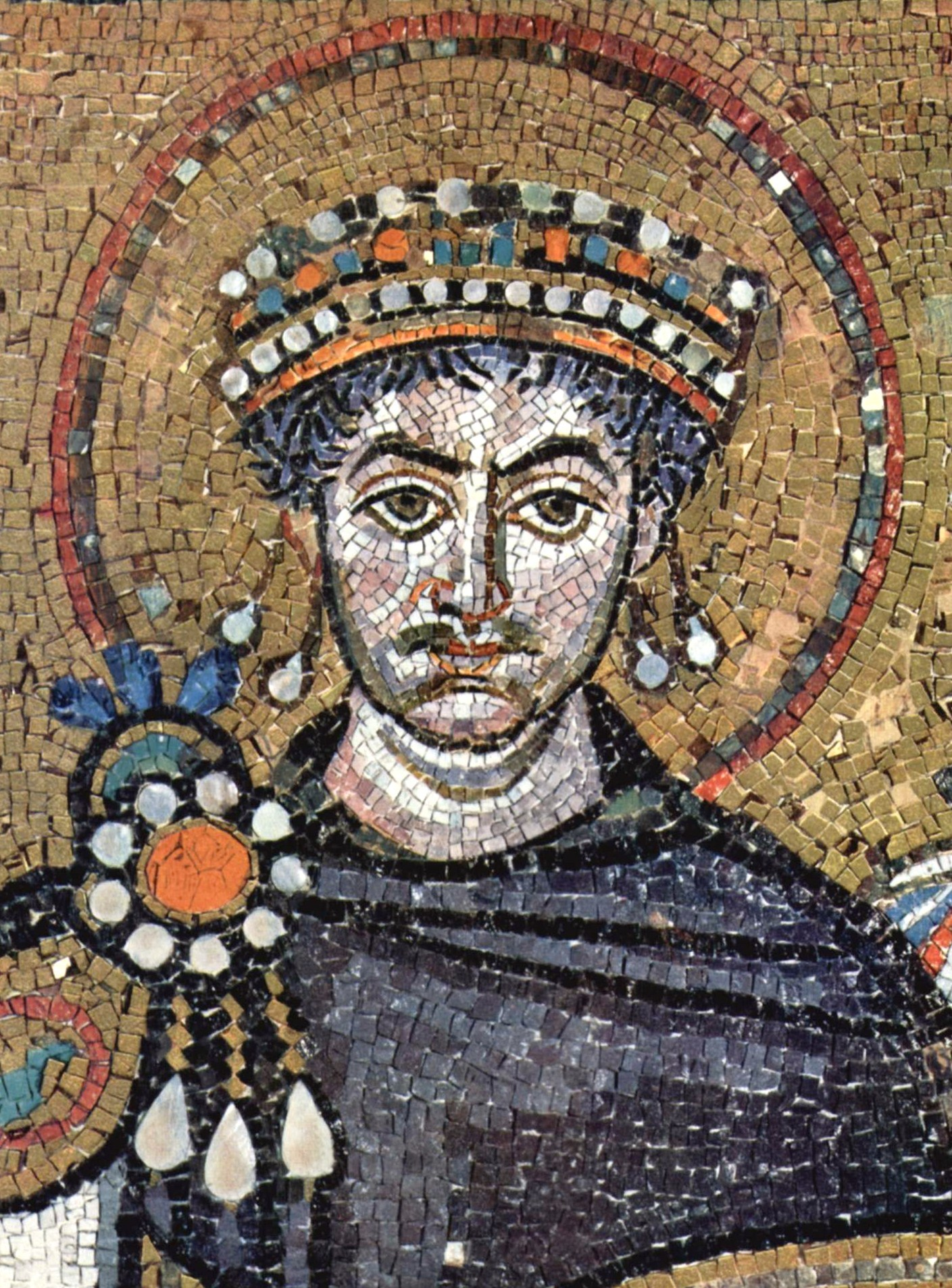
El emperador bizantino Justiniano en un mosaico de la basílica de San Vital en Rávena

La alianza con Bizancio y los francos permitió a Wacón aprovechar las convulsiones que sacudieron el reino ostrogodo, especialmente después de la muerte del rey Teodorico en 526: sometió así a los suevos presentes en la región y ocupó Panonia I y Valeria (la actual Hungría al oeste y al sur del Danubio). En 539, Wacón rechazó una oferta de alianza (o más bien, vistos los extremos a los que habían llegado los ostrogodos, una súplica) del rey ostrogodo Vitiges con el pretexto de su propia alianza con el emperador Justiniano: el episodio confirma cómo en ese momento los lombardos eran una potencia cada vez más integrada en el despliegue franco-bizantino.
Ahora firmemente en el poder y con los recursos de un territorio muy grande, que desde Bohemia llegaba hasta Panonia, Wacón fue uno de los reyes más importantes de Europa. A su muerte (540) su hijo Walthari era menor de edad; cuando, unos años más tarde, murió, su regente Alduino (r. 546-563) usurpó el trono ignorando los derechos de los Letingi. La situación política erosionó el margen de maniobra de los lombardos, con el poder cada vez mayor de los francos que, habiendo pactado con el nuevo rey ostrogodo Totila (r. 542-552), habían logrado ocupar Noricum y dar nuevos pasos en Italia septentrional, poniendo así también en peligro los planes de Justiniano para Italia.
Alduino modificó el marco de las alianzas de su predecesor, acordando (en 547 o 548) con Justiniano ocupar, en Panonia, la provincia de Savense (el territorio que se extendía entre los ríos Drava y Sava) y parte de Noricum, de modo que tomó partido una vez más contra los antiguos aliados francos y gépidos, lo que permitiría a Justiniano tener rutas de comunicación seguras con Italia. El nuevo estado de cosas quedó sellado por el matrimonio de Alduino con una princesa turingia, Rodelinda, hija de Hermanfredo, rey de los turingios asesinado por los francos, y de Amalaberga, una princesa del linaje amelungo, sobrina de Teodorico el Grande. El matrimonio con una princesa descendiente directa de Teodorico permitió a Alduino, usurpador, explotar el prestigio extremo de que siempre gozaron los Amali y puso en dificultades al rey de los ostrogodos, Totila, que no podía presumir de conexiones de este tipo.
Gracias también a la contribución militar de un modesto contingente bizantino y, sobre todo, a la de los caballeros ávaros, los lombardos se enfrentaron a los gépidos y los derrotaron (552), poniendo fin a la lucha por la supremacía en el área nórico-panónica. En esa batalla se distinguió el hijo de Alduino, Alboino. Pero un poder excesivo de los lombardos en esa zona no servía a los intereses de Justiniano y este último, a pesar de utilizar incluso contingentes lombardos muy numerosos contra Totila e incluso contra los sasánidas, comenzó a favorecer a los gépidos de nuevo. Alduino intentó acercarse a los francos, pero tras su muerte, cuando Alboino ascendió al trono, las malas relaciones con los gépidos, cada vez más apoyados por los bizantinos, estallaron en un conflicto que acabó en 565 con una derrota lombarda.

Para reavivar su fortuna, Alboino tuvo que estipular una alianza con el Kanato ávaro, que preveía sin embargo que , en caso de victoria sobre los gépidos, todo el territorio ocupado por los lombardos pasaría a los ávaros. En 567, un doble ataque contra los gépidos (los lombardos desde el oeste, los ávaros desde el este) terminó con dos batallas sangrientas, ambas fatales para los gépidos, matando a su viejo rey Cunimundo y casándose a la fuerza con su hija, la princesa Rosamunda. Los gépidos desaparecieron así de la historia; los pocos supervivientes fueron absorbidos por los propios lombardos. Los ávaros tomaron posesión de casi todo su territorio, salvo Sirmio y su territorio, que retornaron a los bizantinos.

## La invasión de Italia

Los dominios lombardos tras la muerte de Alboino (572) y las conquistas de Faroaldo y Zottone (575 circa)

Una vez derrotados los gépidos, la situación había cambiado muy poco para Alboino, que había tenido que dejar que los no menos peligrosos ávaros se instalaran en su lugar; de la sangrienta campaña no había ganado más que gloria y sus vasallos, que vieron a los ávaros tomar posesión del botín por el que habían luchado, comenzaron a parecer poco convencidos de su liderazgo. Por ello decidió lanzarse hacia las llanuras de Italia, recientemente devastadas por la sangrienta guerra gótica y, por tanto, menos preparadas para una defensa total; para cuidarse las espaldas volvió a hacer un acuerdo con los ávaros, que pudieron establecerse en la Panonia abandonada por los lombardos (y por tanto cortaban las líneas de comunicación del Imperio bizantino)); en caso de retorno de los propietarios anteriores, los ávaros tendrían que restituir la región.
En 568 los lombardos, nuevamente liderados por Alboino, invadieron Italia cruzando el Isonzo. Junto a ellos había contingentes de otros pueblos, como veinte mil sajones que siempre permanecieron de alguna manera separados de los lombardos, hasta que el estallido de desacuerdos sobre su derecho a no ser absorbidos llevó a su retirada al norte de los Alpes en 573. Jörg Jarnut, y con él la mayoría de los autores, estima la consistencia numérica total de los pueblos en migración entre cien y ciento cincuenta mil guerreros, mujeres y no combatientes. Sin embargo, no existe un acuerdo total entre los historiadores sobre su número real; otras estimaciones hablan de no menos de trescientas cincuenta mil personas en total. Según la leyenda, relatada por el Origo gentis Langobardorum y retomada por Paolo Diacono pero históricamente infundada, los lombardos se dirigieron hacia Italia por invitación del general bizantino Narsés, que así buscaba venganza contra el emperador Justino II que lo había destituido del gobierno de Italia:

Narsés [...] envió inmediatamente mensajeros al pueblo lombardo, diciéndoles que abandonaran las tierras pobres de Panonia y vinieran a tomar posesión de Italia, colmada de todas las riquezas. Y al mismo tiempo, para incitarlos a venir, les envía muchos tipos de frutas y otros productos de los que Italia era generosa. Los lombardos acogieron con alegría el feliz mensaje, que deseaban más que nada, y se exaltaron al pensar en bienes futuros.
Narsis [...] legatos mox ad Langobardorum gentem dirigit, mandans, ut paupertina Pannoniae rura desererent et ad Italiam cunctis refertam divitiis possidendam venirent. Simulque multimoda pomorum genera aliarumque rerum species, quarum Italia ferax est, mittit, quatenus eorum ad veniendum animos possit inlicere. Langobardi laeta nuntia et quae ipsi praeoptabant gratanter suscipiunt de que futuris commodis animos adtollunt.
Paolo Diacono, Historia Langobardorum, Liber II, 5 ((en latín))

La resistencia bizantina fue débil; las razones de la facilidad con la que los lombardos subyugaron a Italia siguen siendo objeto de debate histórico.En aquella época, la fuerza numérica de la población estaba en su mínimo histórico, tras la devastación que siguió a la guerra gótica; además, los bizantinos, que tras la rendición de Teia, el último rey de los ostrogodos, habían retirado de Italia al experto comandante Narses porque también estaban comprometidos simultáneamente contra los ávaros y los sasánidas, se defendieron sólo en las grandes ciudades fortificadas. Los ostrogodos que habían permanecido en Italia probablemente no ofrecieron una enérgica resistencia, ante la posibilidad de elegir entre caer en manos de los lombardos, que al fin y al cabo eran germanos como ellos, o permanecer en manos de los bizantinos.
La primera ciudad que cayó en manos de Alboino fue Cividale del Friuli (entonces Forum Iulii), donde el soberano instaló como duque a su sobrino Gisulfo. Luego se rindieron, en rápida sucesión, Aquileia, Vicenza, Verona y casi todas las demás ciudades de la Italia nororiental. En septiembre de 569, Milán y Lucca abrieron sus puertas a los invasores y en 572, tras tres años de asedio, también cayó Pavía; Alboino la convirtió en la capital de su reino.
La reina Rosamunda vengó a sus hermanos muertos matando a Alboino ese año 572 en Verona. Se casó con Helmiges y ambos huyeron a Rávena, donde fueron acogidos por Longino y murieron finalmente envenenados. El sucesor de Alboíno, Clefi, también fue asesinado, después de un despiadado reinado de 18 meses. Su muerte marcó el inicio de un interregno de años, el «Mandato de los duques» (574-584), durante el cual los duques no eligieron a ningún rey, y que está considerado como un período de violencia y desorden. Se trataría de una más de las interminables guerras entre lombardos que arruinaron Italia. Los lombardos continuaron su conquista descendiendo por la península hasta el centro-sur de Italia, donde Faroaldo y Zottone, quizás con la aquiescencia de Bizancio, conquistaron los Apeninos centrales y meridionales, convirtiéndose en los primeros duques de Spoleto y de Benevento respectivamente. Los bizantinos conservaron algunas zonas costeras de la Italia continental: el Exarcado (la Romaña, con capital en Rávena), la Pentápolis bizantina (incluidos los territorios costeros de las cinco ciudades de Ancona, Pesaro, Fano, Senigallia y Rimini) y de gran parte del Lacio (incluida Roma) y de Italia meridional (las ciudades de la costa de Campania, excluyendo Salerno, Apulia y Calabria).
Los duques lombardos trataron sin piedad a los vencidos y se apoderaron de todas las tierras de dominio público y de propiedades de particulares, animadod por un espíritu de conquista y de saqueo registrándose también auténticas masacres: actitud muy diferente, por tanto, de la comúnmente adoptada por los bárbaros foederati, que habían estado expuestos a la influencia latina durante más tiempo.. Además empezaron a guerrear unos contra otros, dejando a Italia en un triste estado. En 584, amenazados por una invasión franca, los duques eligieron rey al hijo de Clefi, Autario y su actitud se suavizó,. En 589, se casó con Teodolinda, hija del duque de Baviera, Garibaldo I de Baviera. La católica Teodolinda era amiga del papa Gregorio I y promovió el proceso de conversión del arrianismo al credo niceno de la Iglesia de Roma. En esa misma época, Autario se embarcó en una política de reconciliación interna e intento reorganizar la administración real. Los duques entregaron la mitad de sus estados para el mantenimiento del rey y de su corte en Pavía. Por lo que se refiere a los asuntos exteriores, Autario consiguió frustrar la peligrosa alianza entre los bizantinos y los francos. Autario murió en 590.